# Gallo in passeggiata
Gallo in passeggiata (Cock o' the Walk) è un film del 1935 diretto da Ben Sharpsteen. È un cortometraggio animato della serie Sinfonie allegre, prodotto dalla Walt Disney Productions e uscito negli Stati Uniti il 30 novembre 1935, distribuito dalla United Artists.

## Trama
Il gallo titolare torna a casa, campione di boxe carico di trofei d'oro, e gli uccelli del pollaio corrono ad accoglierlo con un'esibizione che ricorda Busby Berkley. Una giovane e graziosa gallina è corteggiata da un giovane gallo che le dà un bacio, ma la testa di lei viene voltata dal forte, carismatico e sicuro Gallo. I due si lanciano in una danza che coinvolge anche altri tipi di uccelli. Il gallo, furioso per il fatto che la sua amata sia stata rapita, sfida il gallo a una lotta e viene sonoramente picchiato, finché la gallina non scopre una fotografia del gallo con una gallina paffuta e diversi pulcini, su cui è scritto “Al nostro papà”. La gallina spinge il foglio e schiaffeggia il gallo perché è un imbroglione, poi si precipita dal gallo picchiato. Cercando di rianimarlo, bacia il Gallo, che è così esaltato dall'esperienza che emette un poderoso canto e ruggito e picchia il Gallo senza sforzo, facendolo atterrare su uno dei suoi trofei in stato di incoscienza. Il Gallo e la Gallina si riconciliano con una danza, poi, dopo un altro bacio appassionato, il Gallo emette un altro canto.

## Distribuzione

### Edizioni home video

#### VHS
Silly Symphonies (Maggio 1986)